# لاخووکا دوژا

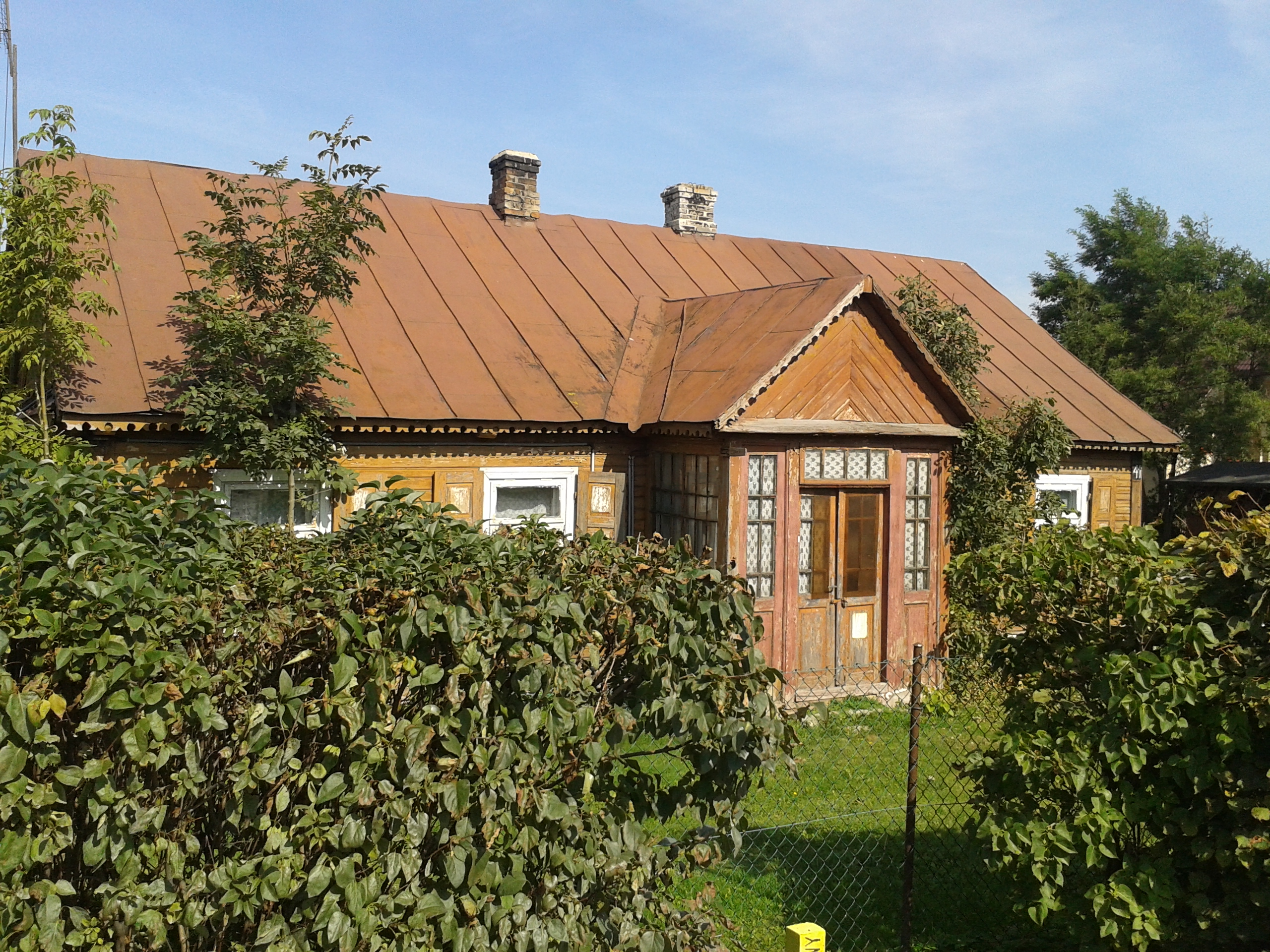
یک ساختمان مسکونی چوبی در Lachówka Duza

لاخووکا دوژا (به لاتین: Lachówka Duża) یک روستا در لهستان است که در گمینا زالشه واقع شده‌است.